# NGC 5007
NGC 5007 is een elliptisch sterrenstelsel in het sterrenbeeld Ursa Major. Het hemelobject werd op 19 maart 1790 ontdekt door de Duits-Britse astronoom William Herschel.

## Synoniemen
- NGC 5007
- UGC 8240
- MCG 10-19-42
- ZWG 294,21
- PGC 45605